# George Arnott Walker Arnott
George Arnott Walker Arnott of Arlary, född den 6 februari 1799 i Edinburgh, död den 17 juni 1868 i Glasgow, var en skotsk botaniker.
Arnott var föreståndare för botaniska trädgården i Glasgow.
Auktorsnamnet Arn. kan användas för George Arnott Walker Arnott i samband med ett vetenskapligt namn inom botaniken; se Wikipediaartiklar som länkar till auktorsnamnet.
Auktorsnamnet Arnott kan användas för George Arnott Walker Arnott i samband med ett vetenskapligt namn inom botaniken; se Wikipediaartiklar som länkar till auktorsnamnet.

## Eponymer
Växtsläktet Arnottia i familjen orkidéer (Orchidaceae) är på förslag 1828 av Achille Richard uppkallat efter George Arnott Walker Arnott.
Exempel på arter:
- (Asclepiadaceae)
  - Anisotoma arnottii Benth. & Hook.f.
  - Brachystelma arnottii Baker
- (Fabaceae)
  - Indigofera arnottii (Kuntze) Peter G.Wilson
- (Malvaceae)
  - Hibiscus arnottii Griff. ex Mast.
- (Orchidaceae)
  - Arnottia imbellis Schltr., 1915
  - Arnottia inermis S.Moore
  - Arnottia mauritiana A.Rich., 1828
  - Arnottia simplex Schltr., 1915
- (Solanaceae)
  - Sclerophylax arnottii Miers
- (Woodsiaceae)
  - Athyrium arnottii Milde